# Lijst van voetbalinterlands Australië - Jordanië (vrouwen)
Deze lijst van voetbalinterlands is een overzicht van alle officiële voetbalinterlands tussen de nationale vrouwenteams van Australië en Jordanië. De landen hebben tot nu toe één keer tegen elkaar gespeeld.

## Wedstrijden
| № | Plaats          | Datum       | Competitie                   | Wedstrijd            | Uitslag |
| - | --------------- | ----------- | ---------------------------- | -------------------- | ------- |
| 1 | Ho Chi Minhstad | 16 mei 2014 | Aziatisch kampioenschap 2014 | Jordanië − Australië | 1 − 3   |

## Samenvatting
| Competitie              | Totaal gespeeld | Winst Australië | Gelijk | Winst Jordanië | Doelsaldo Australië – Jordanië |
| ----------------------- | --------------- | --------------- | ------ | -------------- | ------------------------------ |
| Aziatisch kampioenschap | 1               | 1               | 0      | 0              | 3 − 1                          |
| Totaal                  | 1               | 1               | 0      | 0              | 3 − 1                          |